# Ångermanlands tidning
Ångermanlands Tidning startades som Norrlandsvännen./Politisk Nykterhets-, Nyhets- och Annonstidning för Wästernorrlands län den 9 september 1890 med ett provnummer.
Norrlandsvännen gavs ut 1890-10-02 till 1892-01-23 Ångermanlands tidning gavs ut 1892-01-26--1892-12-31.

## Redaktion
Utgivningsbevis för Norrlandsvännen utfärdades för Johan Erik Kvist 20 augusti 1890. Utgivningsbevis för Ångermanlands Tidning som utgavs i fortlöpande nummerföljd med Norrlandsvännen för folkskolläraren Jöns Niklas Sundkvist 21 januari 1892. Tidning med titeln Nya Ångermanlands Tidning får utgivningsbevis 27 december 1892 för redaktör Sven Magnus Myrström, som varit redaktionssekreterare 1890 till januari 1892 och därefter redaktör av Ångermanlands tidning. Den nya tidningen kom aldrig ut.

## Tryckning
Tidningen trycktes hos Hernösands-Postens tryckeri aktiebolag från den 9 september 1890 till 9 oktober 1890, sedan hos Hernösands boktryckeriaktiebolag från 14 oktober 1890 till 30 oktober 1890. Huvudsakligen hos Västernorrlands boktryckeriaktiebolag från 4 november till 23 januari 1892. Slutligen övertog Ångermanlands tidnings boktryckeriaktiebolag tryckningen under resten av utgivningen. Typsnitt var hela tiden antikva. Formatet var Folio med 6 spalter 55-51 X 37,5 cm satsyta. Priset för tidningen var 1 kr för oktober-december 1890 och sedan 3 kronor 60 öre 1891 och 4 kronor 1892. Tidningen hade 4 sidor. Norrlandsvännen kom ut två gånger i veckan tisdagar och torsdagar till 26 mars 1891 sedan kom tidningen ut 3 gånger i veckan tisdag, torsdag och lördag. En periodisk bilaga med allmänt innehåll kom ut oregelbundet.